# La Bataille de la vie
La Bataille de la vie, une histoire d'amour, en anglais The Battle of Life, A Love Story,  est une nouvelle écrite par Charles Dickens et publiée en 1846. C'est le quatrième de ses cinq Contes de Noël, entre Le Grillon du foyer et The Haunted Man and the Ghost's Bargain.
L'action se déroule dans un village anglais se trouvant sur le site d'une bataille historique. Certains personnages se réfèrent aux duretés de la vie en évoquant celles qu'ont rencontrées les combattants ; de cette comparaison est né le titre de l'ouvrage.
La Bataille de la vie, une histoire d'amour est le seul des Contes de Noël qui ne contienne aucune référence religieuse ou surnaturelle. Une scène se déroule au temps de Noël, mais elle n'est pas capitale et ne sert pas de conclusion. L'histoire ressemble à celle du Grillon du foyer en cela que son décor n'est pas urbain et que la conclusion en est romantique.
La nouvelle appartient aux œuvres de Dickens n'ayant pas connu une grande popularité, caractéristique qu'elle partage avec The Haunted Man dans l'ensemble consacré à Noël.
Elle a été adaptée pour le théâtre par Albert Richard Smith et, à ce titre, a connu un certain succès au Surrey Theatre en 1846.

### Autres sources
- (en) Cet article est partiellement ou en totalité issu de l’article de Wikipédia en anglais intitulé « The Battle of Life » (voir la liste des auteurs).